# 국가승인
국가승인(國家承認, diplomatic recognition)은 어느 국가의 주권을 공식적으로 인정하는 것을 말한다. 그러나 국가의 성립 방법과 승인 조건 등에 대한 학설의 대립이 있다.

## 개요
분리 독립이나 분단 등으로 새로운 국가가 탄생했을 때, 그 나라를 주권 국가로서의 법률적인 권리를 인정하는 진술을 할 수 있다. 그 표명이 국가의 승인이다. 승인 방법은 명시적 승인인 선언, 조약 등으로 승인의 의사를 명백하게 표시하는 것이 있으며, 국제기구에 가입을 인정을 받는 묵시적인 승인의 두 종류가 있다. 국가의 승인 요건은 실효성 요구 사항으로 "국가의 세 요소"(영역, 주민, 실효적 지배)가 관습 국제법의 관점에서 생각할 수 있다.

## 정치성
실제로 국가의 승인은 승인국 측의 정치적인 배경에 의한 주관적 판단이 크게 작용한다. 따라서 국가의 요구 사항을 충족함에도 불구하고 많은 국가에서 승인을 얻지 않은 국가도 존재한다. 그 예로 분단국가인 중화인민공화국과 중화민국의 택일 관계를 들 수 있다. 중화인민공화국과 중화민국은 각자 동일한 영역의 영유권을 주장하고 있다. 어느 정부를 승인하는 것은 그 대상 국가의 영유 주장을 승인하는 것을 전제로 하는 것이 되어, 또 다른 정부와의 잠정적인 적대 관계가 될 수 있다. 따라서 "모두 승인"는 어려워 정치적 역학 관계에서 더 유력한 측만 승인하는 경향이 있다. 비슷한 예는 이외에도 서사하라 등이 있다. 그러나 이 경우 정치적 역학에 근거한 선택이며, 국가의 역사적 정당성을 기반으로 선택과 일치하지 않을 수 있다는 것은 당연하다. 참고로 대한민국과 조선민주주의인민공화국은 서로 한반도 전역의 영유권을 주장하고 있지만, 7·4 남북 공동 성명 및 남·북한의 유엔 동시 가입 이후 현재 많은 나라는 두 나라가 실효 지배하고 있는 범위를 각각의 영토로 양국을 동시에 승인하고 있다.

## 국가 승인과 정부 승인
국가에 관한 권한은 세 가지 다른 양상이 있다. 하나는 같은 지역에 선행하는 국가가 없는 경우 "국가 승인"라고 불린다. 또 하나는 같은 지역에 선행하는 다른 국가가 있는 경우는 "정부 승인"이라고 불린다. 또한, 내전 등으로 사태가 확정되지 않은 동안 잠정적으로 열리는 "교전 단체 승인"도 있다. 여기서 말하는 "정부"는 중앙 정부(연방 국가의 연방 정부 포함). 또한 삼권 분립 등을 통해 중앙 정부의 권한이 여러 기관으로 나뉘어 있는 경우에도 모두 함께 하나의 정부로 본다. 왜냐하면, 어느 기관에서도 하나의 헌법에 따르면 질서에 따라 운영되고 있기 때문이다. 따라서 한 국가에서는 하나의 중앙 정부 밖에 존재할 수 없다. 또한 한 국가에 두 개의 정부가 존재하여, 양자의 실효 지배하는 지역이 장기간에 걸쳐 고정된 사례는 타이완 문제가 있다. 이 경우 각국은 하나의 정부를 승인하거나, 혹은 다른 한쪽을 새로운 국가로 승인할지 선택을 강요한다.

### 국가 승인
새로운 국가가 성립된 경우, 그 국가를 국제법에서 주체적 존재로서의 국가임을 인정하는 국가 승인이라고한다. 특히, 무정부 지역의 새로운 정부 수립과 기존 국가의 일부 지역의 분리 독립 등의 경우를 의미한다.

### 정부 승인
지금까지 국가를 통치해온 정부가 혁명, 쿠데타, 내전 등으로 인해 붕괴된 후 다른 세력이 해당 국가를 대표하는 정부를 자칭할 경우 그것을 인정하는 것을 정부 승인이라고 한다. 선거에 의한 정권 교체 등에 따라 정당한 국내 절차를 밟은 새 정부의 성립의 경우 이러한 승인이 필요 없다. 또한 같은 지역에 선행하는 국가가 있는 경우, 새로운 국가를 승인하는 경우도 정부 승인에 해당한다. 즉, 새로운 국가는 선행 국가를 계승하는 것이 요구된다. 실질적으로 정부가 교체하는 것으로 간주되기 때문이다. 만일 새로운 국가가 선행 국가에서 체결한 조약 등의 상속을 거부하는 경우 제3국과의 분쟁이 발생하여 승인을 받기 어려워진다. 그러나 채무 등 경제 재정 사항은 선행 국가를 구성하고 당해 국간 협의 후 결정되기도 한다. 소비에트 연방처럼 여러 나라로 분열하는 경우에는 일반적으로 한 국가에만(소련의 경우 러시아)가 선행 국가를 계승한다. 중국의 경우 인위적으로 중화민국에 대한 중화인민공화국의 계승을 인정하였지만, 국가 계승이 적법한 절차인지에 대한 논란이 있다. 중화민국을 승인 취소하고 중화인민공화국을 승인할 때, 정부 승인으로 취급하는 경우(소비에트 연방, 인도, 영국 등)가 있고 국가 승인으로 취급하는 경우(프랑스, 미국, 대한민국 등)가 있다.

### 교전 단체 승인
남북 전쟁 등과 같이 대규모 반란이나 내란이 지속되면, 반란 단체도 본래의 정통 정부와 동등한 교전 당사자로서 자격이 부여될 수 있었다. 그러나 현재 전쟁 법규로는 그렇지만은 않다.

## 국가의 요구 사항
국가로 승인 여부에 대한 생각에 대해 "국가의 요구 사항"이 전제가 된다. 국가의 요구 사항뿐만 아니라 여러 가지 다른 조건을 고려하여 각 국가가 해당 국가 승인 여부가 결정된다.

### 국가의 요구 사항으로 내걸고 있는 몇 가지 사항
국가로 승인 여부를 판단하려면 그 대상이 국가로서의 요건을 충족한다고 가정된다. 게오르크 옐리네크의 설이 최소한의 국가로서의 요건이며 사실상 국제관례법화하고있다. 구체적으로는 다음의 3조건이다.
- 어느 정도 확정된 일정 영토를 가질 것.
- 국민이 있어야 할 것.
- 통치 기구를 가져 실효적 지배를 하고 있어야 할 것.

또한 몬테비데오 조약에는 이 이외에 "외국과의 관계에 참여하는 능력"(외교 당사자 능력)을 추가하고 있다.

### 국가의 요구 사항의 의미
국가로 인정하기에 충분한 "국가의 요구 사항"에 대해서는 다양한 학설이있다. 그러나 일반적으로 엄격하게 "새로운 국가가 국가로서의 요건을 충족하는지 여부"는 판단에 따라 기계적으로 국가 승인을 수행하거나 수행하지 못하거나 하는 것이 아니라 승인 측의 국가 내정적인 사정에 의해 승인을 할지 여부를 결정할 수 있는 경우가 많다. 기본적인 "국가의 요구 사항"에 대해 생각하는 것이 중요하다, 그러나 그것이 현실 세계에서 특정 국가 승인 여부를 결정하는 것이 아닌 것에 대한 주의가 필요하다.

### 국가의 요구 사항과 국가 승인에 관하여
국가의 요구 사항에 대해 몇 가지 흔히 있는 사건이있다. 간단하게 설명한다.

#### 상조의 승인
국가의 기본적인 세 요건을 충족하지 않는 경우에도 국가 승인이 일어날 수 있다. 이것을 "상조의 승인"라고 부른다. 예를 들어, 식민지의 분리 독립 등 독립측과 구 종주국 측에 분쟁이 있을 경우, 구종주국과 대립하는 다른 국가가 독립하는 쪽을 조속히 승인, 또 중앙 정부와 반체제 쪽 갈등, 내전 상태의 경우 반체제 측이 국제적으로 인정되는 등의 사례를 들 수있다. 대부분의 경우, 구종주국 중앙 정부 측에서는 내정 간섭이라는 외교적 비난이있다. 반대로, "국가의 요구 사항을 이미 충족하고 있는 국가를 승인하지 않는다"는 것은 국제 사회에서 일반적으로 행해지고있다. 어떤 부정적인 내지 적대적인 의사 표시로 받아들여지는 경우도 있지만, 다수의 사례가 있기 때문에 "상조의 승인"정도로 문제시되지는 않는다.

#### 국가 요구 사항의 추가적인 조건
특히 국가의 요구 사항으로 '정부 승인'에 대해 위의 세 요건에 추가하여 "민주주의 정치 체제의 채용" "국제법 준수 의사"등을 추가하는 학설도 있다. 그러나 그들은 특정한 가치관을 강요하는 것이라며 강하게 부정하고 정부 승인은 국가의 기본적인 세 요구 사항만을 기준으로 판단되는 외교 관계의 존재 확인에 지나지 않는다고 하는 생각도 있다(에스트라다 주의).

## 국가 승인과 정부 승인 방법
국가 승인과 정부 승인에는 두 가지 방법이있다. 모두 선행 국제법상의 주체로 인정하고 있는 국가에서 작업을 요한다.
- 명시적 승인 : 새로운 국가에서 국가 성립 통보에 편지, 축전, 조약 등에 의해 승인 의사를 명시적으로 표현하는 것을 말한다.
- 묵시적 승인 : 명시하지 않고 외교 사절단의 파견, 접수, 승인 상태를 수반하는 영사의 파견, 접수, 양자간 협약 체결 등 상대를 국제법 주체로 인정하고있는 것이 전제 행위이다. 승인의 의사가 추정된다.

일반적으로 국가 승인은 명시적으로 행해진다. 그러나 국가 성립의 경위가 복잡한 경우는 묵시적 승인이 되기도 한다. 또한 보통의 승인(법적 승인)이 되기 전에 사실상 승인을 할 수 있다. 새로운 국가가 "새로운 국가가 정치적으로 불안정하다." "국제법 준수 의사 및 능력에 의문이 있다."등 문제가 있지만, 그래도 새로운 국가와 외교 관계를 설정해야 할 경우 잠정적으로 승인한다. 사실상 승인은 어디까지나 잠정적인 것이며 문제가 해결되면 법적 승인을 하며, 해결이 안되면 승인 철회가 가능하다.
- 묵시적 승인으로 인정되는 경우

1. 정식(상주)외교관계의 수립
2. 외교관계 수립의 요청이나 희망의 표현
3. 우호통상항해조약(포괄적 양자조약)의 체결
4. 독립축하 전문의 발송
5. 국기에 대한 예의 표시
6. 영사에 대한 인가장의 요구 또는 부여
7. 미승인국 국가원수의 국빈방문 또는 그 초청
8. 외교사절의 파견∙접수

- 묵시적 승인으로 인정할 수 없는 경우

1. 특별(임시)외교사절의 파견과 접수
2. 다자조약(국제기구)에 함께 가입하는 것
3. 기술적 양자조약의 체결
4. 국제청구의 제기와 보상금의 지급
5. 통상 및 무역대표부의 설치
6. 무역 및 통상사절단의 교환
7. 미승인국 국민에 대한 비자발급
8. 영사의 파견 및 접수
9. 포로교환협정 휴전협정의 체결
10. 범죄인의 인도
11. 정식국호의 사용
12. 정부 관리에 의한 공식 비공식 교섭

## 효과
국가 승인과 정부 승인은 모두 개별적인 것이다. 즉, 어느 나라가 특정 국가를 국가로 승인했다고해도, 그것은 다른 국가가 특정 국가를 국가로 승인 여부에는 영향을 받지 않는다.

### 선언적 효과설 (Declarative theory of statehood)
선언적 효과설은 "국가는 사실상 국가로서의 요건을 충족 단계에서 국제법상의 주체로서 존재한다."는 것을 전제로 하여 다른 국가의 해당 국가 승인은 그 확인하는 행위라고 평가한다. 전제는 "새롭게 탄생한 국가가 국제법상 국가로 인정되는지 여부는 찬성하는 측이 결정하는 것이 아니라 새로운 국가가 국가로서의 요건을 충족하는지 여부에 객관적으로 결정되어야 것"이라는 것이다. 유럽과 북아메리카 등에서는 국제법상 일반적인 통설로 간주하고있다.

### 창설적 효과설 (Constitutive theory of statehood)
창설적 효과설은 "국가는 다른 국가의 승인을 받는 것으로, 처음으로 국제법상 주체로서 존재하게 된다."라는 생각이다. 이 경우는 다른 어느 나라에서도 승인을 받지 않은 새로운 국가는 국가가 아닌 것으로 되지만, 실제로 "하나의 나라라도 인정하 고있는 나라가 있으면 국제적으로 국가로 간주된다."라고 할 정도로 단순하지 않고 명확한 구별을 할 수 있는 기준도 아니다. 또한 새로운 국가의 독립의 양태에 따라 창설 효과설이 타당하다고 하는 생각도 있다. 일본과 일부 지역의 분리 독립이 발생하기 쉬운 도상국에서는 이 설을 지지하는 경향이 강하다.

## 같이 보기
- 미승인 국가
- 국가승계
- 국교
- 외교